# Гумбатова, Малейка Юнус кызы
Малейка Юнус кызы Гумбатова (азерб. Məleykə Yunis qızı Hümbətova; род. 17 марта 1929, Джебраильский уезд) — советский азербайджанский хлопковод, Герой Социалистического Труда (1948).

## Биография
Родилась 17 марта 1929 года в селе Бабы Джебраильского уезда Азербайджанской ССР (ныне Физулинский район).
С 1945 года звеньевая в колхозах «Красная Армия», имени Мусабекова, имени Ворошилова и «1 мая», с 1968 года звеньевая колхоза имени Герая Асадова Ждановского района. В 1949 году получила урожай хлопка 80,2 центнеров с гектара на площади 6 гектаров.
Указом Президиума Верховного Совета СССР от 29 августа 1950 года за получение высоких урожаев хлопка на поливных землях в 1949 году Гумбатовой Малейке Юнус кызы присвоено звание Героя Социалистического Труда с вручением ордена Ленина и золотой медали «Серп и Молот».
Активно участвовал в общественной жизни Азербайджана. Член КПСС с 1955 года.
С 2002 года президентский пенсионер